# Хуцпа
Ху́цпа (англ. chutzpah, івр. חוּצְפָּה від їд. חוצפּה хуцпе — зухвалість, сходить до арам. חצפה‬ — несправедливість) — властивість характеру, яка більш-менш точно визначається словами «зухвалість» або «нахабство» — як у негативному, так і в позитивному сенсі.

## Визначення
Поняття «хуцпа» в сучасному івриті означає «нахабство». Однак ті, що говорять їдишем та англійською мовою, не вкладають однозначно негативного змісту у позначену цим поняттям рису. Вони радше розуміють його як зухвалість, відважність, нахабство, безсоромність, які виходять за межі того, що менш успішні люди вважають за можливе, тим самим відрізняючи успішну людину від неуспішної і дозволяючи долати перешкоди, що здаються непереборними, наприклад, очевидну неправоту.
З їдиш слово «хуцпа» давно увійшло у всі європейські мови: англ. hutzpa, chutzpa, hutzpah, chutzpah, нім. Chuzpe, пол. hucpa, чеськ. chucpe, італ. chutzpah, так само у японську: яп. フツパー.
Хуцпа також визначається як «особливо цинічна, підла, зухвала брехня», «верх цинізму й нахабства, що паралізує опонента».
У гумористичній книзі Лео Росте висловлюється думка, що будь-які переклади слова «хуцпа» на інші мови неминуче неповні, тому що не відображають всіх відтінків його значення. Суддя Алекс Козинський та Юджин Волок приводять пояснення вживання цього слова в англійській мові на прикладі анекдоту: хлопець, винний у вбивстві своїх батьків, просить у судді поблажливості на тій підставі, що він сирота.
О. Забужко вважає, що хуцпа від початку була головним більшовицьким прийомом у політичній боротьбі, для прикладу вона наводить слова Леніна: «Справжнє враження можна справити лише наднахабністю». Також вона вживає слово «хуцпіст» і стверджує, що цей термін досі не ввійшов у наш лексикон, хоча на її думку українському політологічному дискурсу його бракує.

## Виноски
1. 1 2 3 4  УНІАН. Оксана Забужко: На якій підставі група пацанів з баблом вирішує долю 46-мільйонної нації до 2042 року? 06.07.2010. Архів оригіналу за 2 вересня 2010. Процитовано 7 травня 2011.
2. ↑  Микола Рябчук, Кремль досконало опанував мистецтво хуцпи. «Газета по-українськи». 18 серпня 2008. Посилання
3. ↑  Leo Rosten. The Joys of Yiddish. — 1968.
4. ↑  Kozinski, Alex; Eugene Volokh (1993). Lawsuit Shmawsuit. Yale Law Journal. 103: 463. doi:10.2307/797101. Архів оригіналу за 2 вересня 2009. Процитовано 24 червня 2007.